# Смокинг
Смокинг е официален мъжки костюм, черен или графитен от две или три (ако има жилетка или пояс камарбанд) части. Отпред реверите на сакото и отстрани лампазите на панталона са от лъскав материал, сатен.
Сакото, едноредно или двуредно, със или без цепки, но без опашки (tails) като фрак, е с копчета облечени в плат. Сакото е в тон с панталона и има копринена шал яка или копринени ревери. Едноредните ревери изискват пояс и жилетка. Папийонката и декоративната трябва да са в един цвят. Класическата папийонка е черна. Ризата е бяла и се отличава с множество копчета, дантели, рюшове и драперии. двуредното сако се носи закопчано. Панталонът може да има парамент маншети или те изцяло да липсват. Той е в черно, нощно- или тъмносиньо със страничен кант (галон).
За официални приеми когато има в долния ляв ъгъл на поканата (над изискването за отговор RSVP) изразът „black tie“ или „dress: black tie“ това означава, че господата следва да са облечени в смокинг с черна вратовръзка или папийонка.

## Туксидо
В Америка гореописаното облекло се означава с думата „туксидо“ на английски: tuxedo.
Отглаголното словосъчетание „smoking jacket“ там употребяват за къс халат, домашно релаксирано сако с ревери от сатен отпред, за да не се полепва пепел при пушене.
1. 1 2  Шнайдер-Флег, Силке. Етикет за всеки ден.   Софтпрес. ISBN 978-619-151-355-0. с. 70.